# Windfall
Windfall, studioalbum av den amerikanske rockartisten Rick Nelson tillsammans med gruppen The Stone Canyon Band, utgivet 14 januari 1974 på skivbolaget Decca Records. Albumet är producerat av Rick Nelson.
Albumet nådde amerikanska Billboard-listans 190:e plats.

## Låtlista
Singelplacering i Billboard inom parentes.
1. "Legacy" (Dennis Larden) – 3:24
2. "Someone to Love" (Rick Nelson) – 3:58
3. "How Many Times" (Jay DeWitt White) – 4:42
4. "Evil Woman Child" (Dennis Larden) – 3:45
5. "Don't Let Me Leave Here" (Dennis Larden) – 2:44
6. "Wild Nights in Tulsa" (Don Burns/Wiley Wildflower) – 3:32
7. "Lifestream" (Rick Nelson) – 2:40
8. "One Night Stand" (Dennis Larden) – 3:17
9. "I Don't Want to Be Lonely Tonight" (Baker Knight) – 3:15
10. "Windfall" (Rick Nelson/Dennis Larden) – 3:00